# Justin Plautz
Justin Plautz (* 9. April 1999) ist ein deutscher Fußballspieler. Der Linksverteidiger spielte auch kurz in Dänemark.

## Karriere
Nach seinen Anfängen in der Jugendabteilung des FC Hude wechselte er im Sommer 2010 in die Jugendabteilung von Werder Bremen. Für seinen Verein kam er zu 22 Einsätzen in der B-Junioren-Bundesliga und 45 Einsätzen in der A-Junioren-Bundesliga, bei denen ihm insgesamt zwei Tore gelangen. Im Sommer 2018 wurde er in den Kader der zweiten Mannschaft in der Regionalliga Nord aufgenommen. Nach elf Ligaspielen wechselte er nach Dänemark und schloss sich dem Erstligisten SønderjyskE Fodbold an. Da er es dort nur zu einer Kadernominierung für die erste Mannschaft schaffte, ohne eingesetzt zu werden und ansonsten nur für die zweite Mannschaft spielte, wurde er im Winter 2020 für den Rest der Saison an den VfB Oldenburg in der Regionalliga Nord verliehen. Im Sommer 2020 wechselte er in die Regionalliga West zu den Sportfreunden Lotte. Bereits zur nächsten Saison wechselte er zurück in die Regionalliga Nord und schloss sich der zweiten Mannschaft des FC St. Pauli an.
Im Sommer 2022 wechselte er zurück zum VfB Oldenburg, der gerade in die 3. Liga aufgestiegen war. Seinen ersten Profieinsatz hatte er am 23. Juli 2022, dem 1. Spieltag, als er beim 1:1-Heimunentschieden gegen den SV Meppen in der Startformation stand.